# Neon (zoologia)
Neon Simon, 1876 è un genere di ragni appartenente alla famiglia Salticidae.

## Distribuzione
La maggior parte delle 25 specie oggi note di questo genere è diffusa in Eurasia, solo 5 sono state rinvenute in America settentrionale, una, la N. punctulatus è endemica della Bolivia e l'ultima, la N. convolutus, è stata rinvenuta anche in Algeria.
In Italia sono state reperite tre specie di questo genere

## Tassonomia
A dicembre 2010, si compone di 25 specie e un esemplare fossile:
- Neon acoreensis Wunderlich, 2008 — Isole Azzorre
- Neon avalonus Gertsch & Ivie, 1955 — USA
- Neon caboverdensis Schmidt & Krause, 1998 — Isole Capo Verde
- Neon convolutus Denis, 1937 — Francia, Algeria
- Neon ellamae Gertsch & Ivie, 1955 — USA
- Neon kiyotoi Ikeda, 1995 — Giappone
- Neon kovblyuki Logunov, 2004 — Ucraina
- Neon levis (Simon, 1871) — Regione paleartica (presente in Italia)
- Neon minutus Zabka, 1985 — Corea, Vietnam, Taiwan, Giappone
- Neon muticus (Simon, 1871) — Corsica
- Neon nelli Peckham & Peckham, 1888 — USA, Canada
- Neon nigriceps Bryant, 1940 — Cuba
- Neon ningyo Ikeda, 1995 — Cina, Giappone
- Neon nojimai Ikeda, 1995 — Giappone
- Neon pictus Kulczyński, 1891 — dall'Europa sudorientale all'Asia centrale
- Neon pixii Gertsch & Ivie, 1955 — USA
- Neon plutonus Gertsch & Ivie, 1955 — USA
- Neon punctulatus Karsch, 1880 — Bolivia
- Neon rayi (Simon, 1875) — dall'Europa meridionale e centrale al Kazakistan (presente in Italia)
- Neon reticulatus (Blackwall, 1853)[3] — Regione olartica (presente in Italia)
- Neon robustus Lohmander, 1945 — Europa occidentale
- Neon sumatranus Logunov, 1998 — Malesia, Indonesia, Nuova Guinea
- Neon valentulus Falconer, 1912 — dall'Europa all'Asia centrale
- Neon wangi Peng & Li, 2006 — Cina
- Neon zonatus Bao & Peng, 2002 — Taiwan

### Esemplare fossile
- Neon reticulatus (Blackwall, 1853); vivente, ne è stato rinvenuto un esemplare fossile, risalente al Quaternario[4]

### Specie trasferite
- Neon armatus Caporiacco, 1947; gli esemplari, rinvenuti da Caporiacco in Colombia, sono stati prima ridenominati in Jollas armatus (Caporiacco, 1947), e poi, a seguito di uno studio dell'aracnologa Galiano del 1991, ne è stata riconosciuta la sinonimia con Jollas geniculatus (Simon, 1901)[1].